# Gizama cuculalis
Gizama cuculalis là một loài bướm đêm trong họ Erebidae.